# Io e il tempo
Io e il tempo è un album dei Nuova Era pubblicato nel 1992.

## Tracce
1. Io e il tempo - 18:52
2. Domani io vecchio - 24:07
3. Nuova era - 2:25